# 84

84(팔십사)는 83보다 크고 85보다 작은 자연수다.

## 수학
- 합성수로, 그 약수는 총 12개다. (1, 2, 3, 4, 6, 7, 12, 14, 21, 28, 42, 84)
  - 84의 진약수의 합은 140이므로, 84는 과잉수다.
- {\displaystyle 84=41+43}
  - 연속하는 두 소수(素數)의 합으로 나타낼 수 있으며, 이 성질을 지닌 앞의 수는 78, 다음 수는 90이다.
- {\displaystyle 84=2^{2}+4^{2}+8^{2}}
  - 연속하는 세 개의 {\displaystyle 2^{n}}의 제곱합으로 나타낼 수 있는 가장 작은 수이며({\displaystyle n}은 자연수), 이 성질을 지닌 다음 수는 336이다.
- {\displaystyle 84=1^{2}+3^{2}+5^{2}+7^{2}}
  - 7번째 사면체수로, 7 이하의 모든 홀수의 제곱합이다. 앞의 사면체수는 56, 다음은 120이다.
  - 연속하는 네 홀수의 제곱합으로 나타낼 수 있는 가장 작은 수이며, 이 성질을 지닌 다음 수는 164다.

## 과학
- 폴로늄(Po)의 원자번호.
- NGC 84: 안드로메다자리 방향에 있는 항성.

## 교통
- 고속도로
  - 주간고속도로 제84호선: 같은 번호의 노선 두 개가 있으나, 서로 관련이 없다.
  - 유럽 고속도로 84호선: 튀르키예 케샨에서 실리브리까지 이어지는 유럽 고속도로.
  - 아시안 하이웨이 84호선
- 국도 제84호선
  - 미국 84번 국도
- 기타 도로
  - 84번 국가지원지방도
  - 현도 제84호선

## 군사
- U-84: 독일의 군용 잠수함. 제1차 세계 대전에 사용된 1916년제 모델(영어판, 독일어판)과 제2차 세계 대전에 사용된 1941년제 모델(영어판, 독일어판)이 있다.

## 문화유산
- 대한민국의 국보 제84호: 서산 용현리 마애여래삼존상
- 대한민국의 보물 제84호: 강릉 신복사지 석조보살좌상

## 방송
- 스카이라이프의 위라이크 채널 번호.
- 지니 TV의 스마일TV 플러스 채널 번호.
- B tv의 시네마천국 채널 번호.
- U+ TV의 채널A플러스 채널 번호.
- LG헬로비전의 SPOTV K 채널 번호.
- B tv 케이블의 하이라이트TV 채널 번호.

## 기타
- 날짜: 8월 4일
- 연도: 84년, 기원전 84년